# 21 cm SK L/40
Il 21 cm Schnelladekanone Länge 40, abbreviato in 21 cm SK L/40, era un cannone navale tedesco, adattato a cannone ferroviario durante la prima guerra mondiale e cannone costiero durante la seconda.

## Storia
Il 21 cm SK L/40 fu prodotto in tre versioni successive. Il modello C/97 costitutiva l'armamento principale degli incrociatori protetti classe Victoria Louise della Kaiserliche Marine. La versione successiva C/01 equipaggiava le torri degli incrociatori corazzati classi Prinz Adalbert, Roon e Scharnhorst. Quest'ultima classe era armata anche della versione C/04 in casamatta.

Durante la prima guerra mondiale otto cannone rimossi dalle navi della classe Victoria Louise andarono ad armare le due batterie Freya ed Hertha sulla costa belga, con 4 cannoni ognuna. La precoce perdita di tre dei quattro incrociatori pesanti classe Prinz Adalbert e Roon per mano di mine e sottomarini, rese disponibili i loro cannoni da 21 cm di riserva per l'impiego terrestre da parte dell'Esercito imperiale. Nel 1916 divennero disponibili anche i cannoni del SMS Roon messo in disarmo; uno di questi in maggio 1917 fu piazzato a Capo Helles, in Turchia, per colpire le navi inglesi che incrociavano in zona. Sette cannoni furono impiegati, come altri 21 cm SK L/45, per armare i cannoni ferroviari 21 cm SK "Peter Adalbert". Durante la seconda guerra mondiale le bocche da fuoco furono reimpiegate dall'artiglieria costiera della Wehrmacht.

## Tecnica
La bocca da fuoco del C/97 era dotato di canna lunga 40 calibri, costituita da un'anima avvolta da due ordini di cerchiatura e otturatore cilindro-prismatico a cuneo orizzontale. La seconda versione C/01, utilizzata sulle torri binate degli incrociatori corazzati successivi, aveva un ulteriore ordine di cerchiatura in culatta. La terza versione C/04 era simile alla precedente ma progettata per l'installazione in casamatta e non aveva il terzo ordine di cerchiatura.

### Impianti
| Tipo di impianto | Descrizione                                                                  | Peso      | Elevazione | Classi di navi                                                           |
| TL C/97          | torre singola, movimentazione idraulica, caricamento e calcata manuale       | 90 t      | -5°/+30°   | classe Victoria Louise (2×1)                                             |
| DrL C/01         | torre binata, movimentazione idraulica, calcatoio a paranco                  | 170-174 t | -5°/+30°   | classe Prinz Adalbert (2×2), classe Roon (2×2), classe Scharnhorst (2×2) |
| MPL C/04         | affusto in casamatta, brandeggio elettrico, elevazione e caricamento manuali | ?         | -5°/+16°   | classe Scharnhorst (4×1)                                                 |